# Tutiće
Tutiće (en serbe cyrillique : Тутиће) est un village de Serbie situé dans la municipalité de Sjenica, district de Zlatibor. Au recensement de 2011, il comptait 22 habitants.

## Démographie
| 1948 | 1953 | 1961 | 1971 | 1981 | 1991 | 2002 | 2011 |
| ---- | ---- | ---- | ---- | ---- | ---- | ---- | ---- |
| 90   | 112  | 161  | 201  | 128  | 79   | 48   | 22   |

|  |